# Cis fallax
Cis fallax es una especie de coleóptero de la familia Ciidae.

## Distribución geográfica
Habita en Hawái.